# Медітріналії
Медітріналії — свято у Стародавньому Римі, що відзначалося 11 жовтня відповідно до римської традиції. На святкуванні відбувався ритуал пиття молодого вина змішаного з вином попереднього року. Вважалося, що ця суміш мала лікувальну дію.
Назва свята походила від богині Медітріни (Meditrina чи Meditrinæ) — дочки бога медицини Ескулапа. Назва Meditrinæ походить від кореневого лат. medeor — лікувати.
Як і всі свята пов'язані з вином Медітріналії також були присвячені Юпітеру. Під час свята окрім пиття суміші вина для доброго здоров'я, також лили вино на землю як дар богам.